# Stylotrichium
Stylotrichium, monotipski rod glavočika, dio tribusa Eupatorieae. Postoji 6 vrsta, sve su brazilski endemi iz Bahie

## Opis
Stylotrichium uključuje 5 vrsta koje su porijeklom iz Bahije u Brazilu, gdje su endemske za regiju Chapada Diamantina (King i Robinson 1980; Bautista i sur. 2000). Karakteristična je po gusto dlakavom stilu s dlakavošću koja se proteže u grane, spiralno umetnutim listovima i bijelim vjenčićima.

## Vrste
1. Stylotrichium corymbosum Mattf.
2. Stylotrichium edmundoi G.M.Barroso
3. Stylotrichium glomeratum Bautista, Rodr.Oubiña & S.Ortiz
4. Stylotrichium hortensiae V.Amorim & Roque
5. Stylotrichium rotundifolium Mattf.
6. Stylotrichium sucrei R.M.King & H.Rob.

## Sinonimi
Nema.